# Alfons Tracki
Alfons Tracki (ur. 2 grudnia 1896 w Bliszczycach w powiecie głubczyckim, zm. 19 lipca 1946 w Szkodrze) – niemiecki ksiądz katolicki działający w Albanii.

## Życiorys
Był jednym z czwórki dzieci urzędnika Josefa Trackiego i Marthy z d. Schramm. Wbrew oczekiwaniom ojca, który marzył o karierze wojskowej syna, młody Alfons zdecydował się w 1912 rozpocząć nowicjat w zakonie Braci Szkolnych Marystów w Wiedniu. Zakon skupiał się na prowadzeniu szkół w krajach o wysokim wskaźniku analfabetyzmu. Dzięki temu Tracki już w czasie studiów miał możliwość poznać Bałkany, odwiedzając Czarnogórę i Albanię. W czasie I wojny światowej przebywał w Djakowicy, gdzie został aresztowany przez wojska bułgarskie. W 1920 ukończył studia teologiczne w Bośni. 14 czerwca 1925 w Szkodrze został wyświęcony na kapłana przez abp Lazëra Mjedę. Z uwagi na znajomość miejscowych języków i zwyczajów został skierowany do pracy misyjnej w północnej Albanii.
W swojej pracy misyjnej skupił się na dzieciach organizując dla nich szkoły, a także stowarzyszenie Viribus Unitis, prowadzące działalność kulturalną i sportową. W tym czasie poznał Ahmeda Zogu, z którym wielokrotnie rozmawiał na temat sytuacji wewnętrznej w Niemczech, w latach 30.
Pochodzenie Trackiego i doskonała znajomość języka niemieckiego ułatwiło mu kontakty z oficerami Wehrmachtu, okupującymi Albanię w latach 1943–1944. Dzięki kontaktom z szefem Gestapo w Albanii Guntherem Hausdingiem udało mu się uwolnić wielu Albańczyków, oskarżanych o działalność na szkodę wojsk okupacyjnych. Wielu z nich Tracki znał osobiście, pracując wcześniej z młodzieżą.
Po przejęciu władzy przez komunistów Hausding namawiał Trackiego do wyjazdu z Albanii, ale ten odmówił. Pracował w parafii Pulaj. Aresztowany 25 czerwca 1946, kiedy udzielał sakramentu chorych Ndoc Jakovie, który został ciężko ranny w walce z partyzantami komunistycznymi. W czasie kilkumiesięcznego śledztwa był torturowany. Po krótkim procesie przed sądem wojskowym 18 lipca 1946 został skazany na karę śmierci za działalność antykomunistyczną i współpracę z okupantem. 19 lipca 1946 o 5. rano został rozstrzelany pod murem cmentarza w Szkodrze i pochowany w nieznanym miejscu.
Tracki znajduje się w gronie 38 albańskich duchownych, którzy 5 listopada 2016 w Szkodrze zostali ogłoszeni błogosławionymi. Proces beatyfikacyjny na szczeblu diecezjalnym zakończył się w 2010.
Beatyfikacja duchownych, którzy zginęli "in odium fidei" została zaaprobowana przez papieża Franciszka 26 kwietnia 2016.